# Sheila Take a Bow
"Sheila Take a Bow" é uma música da banda inglesa The Smiths. Também lançado como single em 13 de abril de 1987 pela Rough Trade, o álbum alcançou a décima posição no Official Singles Chart, o mais alto de sua carreira.
"Sheila Take a Bow" foi lançado como single não pertencente ao álbum em abril de 1987, e empatou "Heaven Knows I'm Miserable Now" como o single de maior sucesso da banda no Reino Unido, alcançando a décima posição nas paradas. Desde então, teve uma recepção positiva da crítica pelo lirismo edificante de Morrissey e pelo trabalho de guitarra de Marr. A música foi incluída na coletânea Louder Than Bombs, também lançada em 1987.

## Criação
"Sheila Take a Bow" foi co-escrita pelo vocalista principal do Smiths, Morrissey, e pelo guitarrista Johnny Marr. Musicalmente, Marr procurou canalizar as influências do glam rock de seu single "Panic", lembrando mais tarde: "Eu estava procurando um som de Mott the Hoople, mas acabou como Mott the Hoople tocado pela Salvation Army Band. O que é muito Smiths." Liricamente, a música é uma homenagem a Shelagh Delaney, cujo trabalho, principalmente em A Taste of Honey (1958), foi muito influente para Morrissey.

A produção do single foi problemática. Morrissey planejou trazer Sandie Shaw de volta e tê-la como segunda vocalista. Shaw já havia colaborado com os Smiths em 1984 em versões de "Hand in Glove", "Jeane" e "I Don't Owe You Anything". No entanto, quando ela chegou para gravar com a banda em 13 de dezembro de 1986, Morrissey estava doente. Shaw gravou seus vocais, mas sua versão acabou sendo descartada. Mais tarde, ela disse que "achou que era uma música horrível" e zombou da ideia de ser backing vocal. Mike Joyce lembrou:
“Não houve sinal de Morrissey por algumas horas. Sandie estava ficando um pouco frenética. No final, ela telefonou para Morrissey e conseguiu contatá-lo. Ela estava dizendo: 'Apenas cantarole para mim a música que você quer que eu cante!' Acho que ela levou tudo para o lado pessoal."
Para uma versão inicial da faixa, a banda se reuniu com o produtor John Porter, que já havia produzido o primeiro álbum de estúdio da banda. Esta versão, apresentando um riff proeminente de cítara, foi considerada insatisfatória pelo grupo e descartada. O single foi regravado com Stephen Street como produtor. A versão de Street removeu a linha de cítara e usou um breve clipe de áudio de uma banda de temperança do filme Hobson's Choice (1954) na introdução da música. Marr citou esta amostra de trompa como um exemplo da fusão da banda entre "pop" e "música de vanguarda", comentando: "Estávamos entusiasmados em trazer isso para os discos do Smiths, fosse 'Sheila Take A Bow', começando com a banda tocando, começando um single pop com isso. Foi um ato subversivo."
"Sheila Take a Bow" estava entre as canções dos Smiths escritas durante este período, onde Marr usou uma Gibson ES-335 de 12 cordas.

## Lançamento
"Sheila Take a Bow" foi lançado como single em abril de 1987, o quarto e último single não-álbum que a banda lançou entre The Queen Is Dead (1986) e Strangeways, Here We Come (1987). O single alcançou a décima posição no UK Singles Chart, a posição mais alta nas paradas de qualquer single dos Smiths durante a vida da banda. A música também foi lançada na compilação Louder Than Bombs de 1987. Os dois lados B do single, versões Peel Session de "Is It Really So Strange?" e "Sweet and Tender Hooligan" também aparecem em Louder Than Bombs.
Um videoclipe seria filmado, mas Morrissey se recusou a aparecer para a gravação na Brixton Academy.
Um vídeo improvisado gravado a partir de uma aparição no programa de televisão Top of the Pops foi posteriormente usado. A capa do single apresenta a atriz transgênero e colaboradora frequente de Andy Warhol, Candy Darling, no set do filme de 1971, Women in Revolt. Os vinis britânicos de 7 e 12 polegadas continham as mensagens da matriz: COOK BERNARD MATTHEWS / none.

## Performances ao vivo
"Sheila Take a Bow" foi tocada ao vivo apenas duas vezes pelos Smiths, tendo a distinção de ser a última música tocada pelo grupo diante de um público. Foi tocada ao vivo no programa musical britânico The Tube em 10 de abril de 1987 (ao lado do single anterior "Shoplifters of the World Unite"), e no Top of the Pops em 23 de abril de 1987 (mas a banda estava imitando a versão de estúdio para este desempenho). A apresentação no The Tube seria, em última análise, a última apresentação ao vivo da banda. Morrissey cantou essa música ao vivo pela primeira vez como artista solo em 14 de março de 2012 em Lima, Peru.

## Recepção
Stephen Thomas Erlewine nomeou a música como uma das faixas de Louder Than Bombs que ele considerou "definitiva", enquanto Diffuser.fm a listou entre o "melhor material" de Morrissey e Marr.
O AV. Club classificou a música em primeiro lugar em sua lista de sete canções edificantes de Morrissey, comentando: "'Sheila Take A Bow', um dos singles dos Smiths de 1986, é construído sobre um dos riffs de guitarra mais arrogantes de Johnny Marr - e as letras de Morrissey beiram uma conversa estimulante. ... Para alguém que sempre foi acusado de chafurdar em sua própria miséria e permitir que seus fãs fizessem o mesmo, é uma reviravolta otimista." A Rolling Stone classificou a música como a 33ª melhor da banda, escrevendo: "Alguns fãs ficaram horrorizados com o calor totalmente nada irônico deste single, mas Moz sinceramente torce para que Sheilas em todos os lugares se levante e chute o mundo na virilha." Consequence também classificou a música como a 33ª melhor música dos Smiths, escrevendo: "O toque estilo Bowie da faixa evidentemente tocou o público, pois se tornou o single de maior sucesso na vida da banda. Sheila faz uma reverência, de fato."

## Covers
Em treze de dezembro de 2011, a banda Telekinesis cantou Sheila Take a Bow em Please, Please, Please: A Tribute To The Smiths, de Joseph H. Spadaro, assim como The Young Traditions, também como tributo aos Smiths.

## Letra
A letra, escrita pelo vocalista Morrissey, é sobre um garoto que simplesmente ama uma garota e não quer nada mais do que estar com ela, também sobre achar o amor e abandonar a solidão, como em 'jogue sua lição de casa no fogo' e 'não vá para casa esta noite'. Morrissey escreveu a letra da música como uma homenagem à Shelagh Delaney, seu trabalho em A Taste of Honey (1958) foi muito influente para Morrissey na música.
Is it wrong to want to live on your own?
No, it's not wrong, but I must know
How can someone so young
Sing words so sad?
Sheila take a, Sheila take a bow
Boot the grime of this world in the crotch, dear
And don't go home tonight
Come out and find the one that you love and who loves you
The one that you love and who loves you
Oh
Is it wrong not to always be glad
No, it's not wrong, but I must add
How can someone so young
Sing words so sad
Sheila take a, Sheila take a bow
Boot the grime of this world in the crotch, dear
And don't go home tonight
Come out and find the one that you love and who loves you
The one that you love and who loves you

## Formação
- Morrissey - Vocal
- Sandie Shaw - Segundo vocal
- Andy Rourke - Baixo
- Mike Joyce - Bateria
- Johnny Marr - Guitarra

## Lista de Músicas

### 7" Vinyl
RN - [Rough Trade RT 196]
1. Sheila Take A Bow – 2:40
2. Is It So Strange? – 3:04

### 12" Vinyl
RN - [Rough Trade RTT 196]
1. Sheila Take A Bow – 2:40
2. Is It Really So Strange? – 3:04
3. Sweet And Tender Hooligan – 3:34

### CD (mini-album)
Alemanha- [Line Records – LICD 9.00308 L]
1. Sheila Take A Bow – 2:40
2. Is It Really So Strange? – 3:04
3. Sweet And Tender Hooligan – 3:34
4. Shoplifters Of The World Unite – 2:56
5. Half A Person – 3:35
6. Panic – 2:21
7. London – 2:06

## Gráficos
| Chart                                      | Pico |
| ------------------------------------------ | ---- |
| Irlanda ( IRMA )                           | 3    |
| UK Singles ( The Official Charts Company ) | 10   |